# Совхозный (Нагайбакский район)
Совхозный — посёлок в Нагайбакском районе Челябинской области России. Входит в Нагайбакское сельское поселение.

## История
Населённый пункт возник в 1963 году как посёлок 1-го отделения совхоза «Нагайбакский».

## Население
| 2002 | 2010 |
| ---- | ---- |
| 256  | ↘194 |